# They-sous-Vaudemont
They-sous-Vaudemont is een gemeente in het Franse departement Meurthe-et-Moselle (regio Grand Est) en telt 13 inwoners (2009). De plaats maakt deel uit van het arrondissement Nancy.

## Geografie
De oppervlakte van They-sous-Vaudemont bedraagt 1,8 km², de bevolkingsdichtheid is dus 7,2 inwoners per km².
De onderstaande kaart toont de ligging van They-sous-Vaudemont met de belangrijkste infrastructuur en aangrenzende gemeenten.

## Demografie
Onderstaande figuur toont het verloop van het inwonertal (bron: INSEE-tellingen).